# Langeais
Langeais é uma comuna francesa na região administrativa do Centro-Vale do Loire, no departamento Indre-et-Loire. Estende-se por uma área de 64.55 km². Em 2010 a comuna tinha 4 626 habitantes (densidade: 71,7 hab./km²).
Em 1 de janeiro de 2017, incorporou a antiga comuna de Les Essards ao seu território.